# Broken (Seether)
Broken è una canzone dei Seether eseguita successivamente in collaborazione con Amy Lee degli Evanescence. La traccia originale era acustica ed era il dodicesimo brano del loro primo album Disclaimer. In seguito, fu registrata una seconda versione del brano, in collaborazione con Amy Lee, al tempo ragazza del leader dei Seether Shaun Morgan, per la realizzazione della colonna sonora del film The Punisher nel 2004.

## Video
Il video è diretto da Nigel Dick in cui Morgan appare seduto in una macchina abbandonata e suona una chitarra acustica e quando sentiamo la voce di Lee, lei appare dietro di lui. Subito dopo i due vagano attraverso questo paesaggio, completamente distrutto da una esplosione, sembrerebbe di una fabbrica, in cui i due non si troveranno mai. Amy Lee appare con addosso delle ali nere, come se per Morgan, nel sogno, lei rappresentasse un angelo.

## Classifiche
| Classifica (2004)         | Posizione massima |
| ------------------------- | ----------------- |
| Australia                 | 3                 |
| Austria                   | 26                |
| Belgio (Vallonia)         | 43                |
| Francia                   | 42                |
| Germania                  | 18                |
| Italia                    | 30                |
| Nuova Zelanda             | 2                 |
| Paesi Bassi               | 30                |
| Spagna                    | 10                |
| Stati Uniti               | 20                |
| Stati Uniti (alternative) | 4                 |
| Svizzera                  | 27                |